# Appling (Géorgie)
Pour les articles homonymes, voir Appling.
Appling est une communauté non incorporée et le siège du comté de Columbia, en Géorgie, aux États-Unis. Sa population était de 5 177 habitants au recensement de 2000.

## Démographie
| 2000  | - | - | - | - | - |
| ----- | - | - | - | - | - |
| 5 177 | - | - | - | - | - |